# Иркутская городская дума
Городская дума города Иркутска — представительный орган города Иркутска. Депутаты Думы Иркутска избираются на 5 лет в количестве 35 человек по мажоритарной системе по одномандатным избирательным округам.

## История
Иркутская городская дума была учреждена в 1787 году как представительный орган купечества и мещанства, а по «Городскому положению 1870 г.» стала цензовой, с членами, избираемыми по имущественному цензу. Она функционировала с перерывами до 1920 года, после чего в здании разместились городские советские органы.
В 1793 году создано Иркутское и Колыванское наместничество с резиденцией в Иркутске. Генерал-губернатор Б. Леццано в 1796 году поручил архитектору А. И. Лосеву спроектировать новое здание на углу современных улиц Ленина и Российской. Его построили быстро, однако Леццано счёл жильё неудобным и приказал внести изменения. Здание, выполненное в строгом классическом стиле, гармонично смотрелось рядом с торговыми рядами на Тихвинской площади (ныне сквер имени С. М. Кирова).
В 1838 году правительство переехало в Сибиряковский дворец (Белый дом), а в старом здании разместились военное управление и, с 1874 года, городская дума и управа. После пожара 1879 года здание восстановили и в 1890-х значительно реконструировали по проекту архитектора В. А. Рассушина. 21 марта 1895 года в новом здании состоялось первое заседание думы. Здание долгое время было украшением города, но в 1934 и 1986 годах проводились перестройки, изменившие его облик. Сегодня здесь расположены городская администрация, Совет и мэрия.
В 1829 году временно исполнял обязанности генерал-губернатора А. П. Степанов, оказавший поддержку декабристам, с которыми поддерживал дружеские отношения. С 1860 по 1862 годы в типографии штаба выходила первая сибирская частная газета «Амур», редакторами и участниками которой были прогрессивные революционеры.
В 1866 году в здании проходило следствие по делу польских ссыльных участников восстания на Кругобайкальском тракте. С 1885 по 1897 год при городском голове В. П. Сукачеве, стороннике реформ, в городе был значительный рост инфраструктуры и просвещения, включая строительство школ, приютов и мостов, а также поддержку географических экспедиций.
Здание думы посещали известные деятели: историк П. А. Словцов, участники экспедиций и ссылки декабристы. В управе работали политические ссыльные и революционеры, в том числе И. И. Мейног и П. И. Кларк. Здесь также размещалась Иркутская ученая архивная комиссия, создававшая основу для государственного архива.
В годы Первой мировой войны в здании располагалось иркутское отделение Всероссийского союза городов, где работали политические ссыльные, в том числе поэт Д. И. Глушков и врач Ф. Н. Петров. В 1905 году сотрудники управы организовали митинг в память о декабристах, а после революции зал заседаний использовался для митингов большевиков и культурных мероприятий.

## Полномочия и функции
Городская дума Иркутска — это представительный орган местного самоуправления, избираемый жителями города. Основные её функции включают:
- обсуждение и принятие решений по вопросам местного значения в соответствии с федеральным и региональным законодательством и Уставом города;
- утверждение бюджета города и контроль за его исполнением;
- установление местных налогов и сборов в рамках полномочий;
- контроль за деятельностью городской администрации и исполнением муниципальных программ;
- регулирование вопросов имущественных отношений городского имущества;
- участие в развитии городской инфраструктуры, социальной сферы, культурных и экономических проектов;
- организация депутатской работы через комиссии и слушания, взаимодействие с населением и общественными объединениями.

Дума обладает статусом юридического лица и действует на основе принципов законности, гласности, коллективного обсуждения и ответственности перед избирателями. Депутаты избираются на 5 лет по одномандатным округам, большая часть работает на непостоянной основе.